# Нужний В'ячеслав Олександрович
В'ячеслав Олександрович Нужний (нар. 14 травня 1975, Київ, УРСР) — український футболіст, виступав на позиції півзахисника.

## Життєпис
Футболом розпочинав займатися у київському РВУФК. У період з 1992 по 1994 роки виступав у другій та третій командах «Динамо». Не зумівши закріпитися в складі киян, В'ячеслав у 1997 році перейшов у команду з сусідньої Бородянки — «Систему-Борекс». За два з половиною сезони провів у команді другої ліги 59 матчів, забив 6 м'ячів.
У 1998 році виступав у російських клубах першого і другого дивізіону — «Спартак» (Луховиці) й «Локомотив» (Чита), але закріпитися в Росії також не зміг.
У наступному році переходить в клуб-аутсайдер вищої ліги України — СК «Миколаїв». Дебют у вищій лізі відбувся 13 березня 1999 року в грі проти львівських «Карпат» (1:5). У миколаївській команді проводить 5 років. Найвище досягнення — 4-е місце в першій лізі в сезоні 2000/01 років. У тому сезоні В'ячеслав забив 7 м'ячів, розділивши з Мазуренком і Дерипапою звання найкращого бомбардира команди. Всього за миколаївську команду зіграв 135 матчів, забив 16 м'ячів, був пенальтистом і капітаном команди.
Завершив кар'єру в 2005 році в Бородянці, команда якої на той час стала називатися «Освіта».
У 2006 році виступав в чемпіонаті ААФУ за аматорську команду Київської області «Грань» (Бузова).